# Стшенювка
Стшенювка (пол. Strzeniówka) — село в Польщі, у гміні Надажин Прушковського повіту Мазовецького воєводства.
Населення — 764 особи (2011).
У 1975-1998 роках село належало до Варшавського воєводства.

## Демографія
Демографічна структура станом на 31 березня 2011 року:
|          | Загалом | Допрацездатний вік | Працездатний вік | Постпрацездатний вік |
| -------- | ------- | ------------------ | ---------------- | -------------------- |
| Чоловіки | 368     | 94                 | 238              | 36                   |
| Жінки    | 396     | 94                 | 239              | 63                   |
| Разом    | 764     | 188                | 477              | 99                   |